# شهرستان سو (آیووا)
شهرستان سو، آیووا (به انگلیسی: Sioux County, Iowa) شهرستانی در ایالات متحده آمریکا است که در آیووا واقع شده‌است.

## خصوصیات
شهرستان سو ۱٬۹۹۱٫۷۱ کیلومترمربع مساحت دارد.